# Tiberio Sempronio Graco (cónsul 238 a. C.)
Tiberio Sempronio Graco  fue un político y militar romano del siglo III a. C. perteneciente a la gens Sempronia.

## Familia
Graco fue miembro de los Sempronios Gracos (el primero de su familia en alcanzar el consulado), padre de su homónimo Tiberio Sempronio Graco y bisabuelo de los Gracos.

## Carrera pública
Ocupó el consulado en el año 238 a. C. Llevó a cabo una guerra en Cerdeña y Córcega poco después de la insurrección de los mercenarios cartagineses. Venció al enemigo, pero, aunque no hubo ningún botín, se dice que trajo un número de cautivos sin valor.